# Nemoria remota
Nemoria remota är en fjärilsart som beskrevs av W. Warren 1900. Nemoria remota ingår i släktet Nemoria och familjen mätare. Inga underarter finns listade i Catalogue of Life.